# Истомин, Константин Иванович
Константи́н Ива́нович Исто́мин (1805—1876) — русский адмирал (1870), Архангельский военный губернатор, председатель Главного военно-морского суда.

## Биография
Родился 28 сентября (10 октября) 1805 года в Ревеле, в семье секретаря эстляндской казённой палаты И. А. Истомина. Брат героя Севастопольской обороны контр-адмирала В. И. Истомина и вице-адмирала П. И. Истомина.
В 1819 году поступил в Морской кадетский корпус и в 1821 году выпущен гардемарином на Черноморский флот, в 1824 году был произведён в мичманы.
Участвовал в битве при Наварине и получил орден Святой Анны 4-й степени с надписью «За храбрость»; в 1833 году, после пребывания с русским флотом в Константинополе, получил орден Святого Владимира 4-й степени.
С 1835 года по август 1837 года командовал шхуной "Гонец".
С 1840 по сентябрь 1841 года командовал фрегатом «Флора». Для заказа пароходофрегатов был направлен из Петербурга в Англию 11 октября 1841 года.
5 декабря 1841 года награждён орденом Святого Георгия 4-й степени за 18 проведённых морских кампаний (№ 6672 по кавалерскому списку Григоровича — Степанова).
С 1845 года командовал разными судами и совершил множество кампаний; 7 апреля 1846 года произведён в капитаны 1-го ранга и назначен флигель-адъютантом императора Николая I. С 1848 по 1853 год являлся эскадр-майором в Свите его императорского величества. 21 июля 1849 года участвовал в деле с венграми при Дебречине и за отличие 27 августа награжден орденом Св. Владимира III степени и пожалован австрийским орденом Св. Леопольда командорского креста и 23 декабря 1850 года серебряной медалью «За усмирение Венгрии и Трансильвании».
19 апреля 1853 года произведён в контр-адмиралы с назначением в свиту Его Величества и вскоре назначен начальником штаба при главном командире Кронштадтского порта; принимал участие в отражении атаки флота союзников под Кронштадтом и в 1856 году награждён орденом Святого Станислава 1-й степени.
В 1857 году был председателем военно судной комиссии, назначенной для разбора злоупотреблений, обнаруженных по интендантской части Черноморского управления; за труды в этой комиссии был награждён орденом Святой Анны 1-й степени.
В 1858—1859 годах был начальником эскадры Средиземного моря.
С 1 февраля 1860 года по 6 августа 1862 года был главным командиром Архангельского порта и военным губернатором Архангельска, затем назначен членом Адмиралтейств-совета. 8 сентября 1860 года награждён орденом Святого Владимира 2-й степени (по другим данным этот орден получил годом ранее), 23 апреля 1861 года произведён в вице-адмиралы, 19 апреля 1864 года получил орден Белого Орла, 1 января 1870 года — в адмиралы, 16 апреля 1872 года удостоен ордена Святого Александра Невского.
С 23 октября 1875 года по кончину был председателем Главного военно-морского суда.
Скончался 2 (14) октября 1876 года, похоронен на Никольском кладбище Александро-Невской лавры.

## Семья
Жена: Анастасия Петровна, дочь статского советника Петра Федоровича Хрипкова от брака с Елизаветой Фёдоровной Урнежевской.
Сын — Владимир Константинович Истомин (1848—1914), издатель и писатель.

## Награды
- Орден Святой Анны 4-й ст. (1827)
- Орден Святого Владимира 4-й ст. (1833)
- Орден Святого Георгия 4-й ст. (1841)
- Орден Святого Станислава 1-й ст. (1856)
- Орден Святой Анны 1-й ст. (1858)
- Орден Святого Владимира 2-й ст. (1860)
- Орден Белого Орла (1864)
- Орден Святого Александра Невского (1872)